# Литовченко Степан Онуфрійович
Степа́н Оно́прійович Лито́вченко (16 грудня 1909, Лящівка — 23 червня 1969, Іркліїв) — радянський офіцер, Герой Радянського Союзу.

## Біографія
Народився 16 грудня 1909 року в селі Лящівці (тепер Іркліївської сільської громади Золотоніського району Черкаської області) в сім'ї селянина-бідняка. Українець. Після закінчення двокласної церковнопарафіяльної школи працював спочатку в наймах, потім у товаристві зі спільного обробітку землі. У 1924 році закінчив семирічну школу. 1929 року вступив у комсомол, брав активну участь у створенні місцевого колгоспу.
У жовтні 1931 року був призваний на військову службу. Спочатку служив матросом на Балтійському флоті, потім, після закінчення школи підводного плавання в Ленінграді, був направлений на службу на Чорноморський флот. Член ВКП(б) з 1932 року. В 1935 році закінчив комвуз, в 1937 році — військово-політичні курси в Севастополі. Був призначений військовим комісаром підводного човна.
У німецько-радянській війні з червня 1941 року. Брав участь в обороні Одеси, Севастополя, в відвоюванні Ізюма, Новомосковська, Нижньодніпровська, Кривого Рогу, Вознесенська, багатьох міст і сіл Молдавії, визволенні Румунії, Чехословаччини.
8 жовтня 1944 року командир батальйону 767-го стрілецького полку (228-ма стрілецька дивізія, 53-тя армія, 2-й Український фронт) майор Литовченко з батальйоном вийшов до річки Тиси і на підручних засобах з ходу форсував її. Закріпившись на плацдармі, батальйон відбив ряд контратак переважаючих сил ворога, а на наступний день поглибив плацдарм, чим забезпечив форсування річки полком. У цих боях Литовченко проявив високу тактичну виучку і стійкість.
Указом Президії Верховної Ради СРСР від 24 березня 1945 року за мужність і героїзм, проявлені при форсуванні Тиси і утриманні плацдарму на її західному березі майору Степану Онопрійовичу Литовченку присвоєно звання Героя Радянського Союзу з врученням ордена Леніна і медалі «Золота Зірка» (№ 3 764).
Після демобілізації, в березні 1946 року, працював секретарем Лозівського райвиконкому Харківської області. Потім переїхав у рідне село. Був головою колгоспу, сільської ради, секретарем парторганізації. З 1959 року проживав в селі Ірклієві. Був першим головою створеного в 1961 році рибколгоспу «Прогрес». Вийшовши на пенсію, продовжував працювати рибалкою в цьому ж колгоспі. Помер 23 червня 1969 року. Похований в Ірклієві.

## Нагороди
Нагороджений орденами Леніна, Вітчизняної війни ІІ ступеня, Червоної Зірки, медалями «За оборону Одеси» і «За оборону Севастополя».